# Slinger, Wisconsin
Slinger là một làng thuộc quận Washington, tiểu bang Wisconsin, Hoa Kỳ. Năm 2006, dân số của làng này là 3901 người.